# مايتريا (فلسفة)

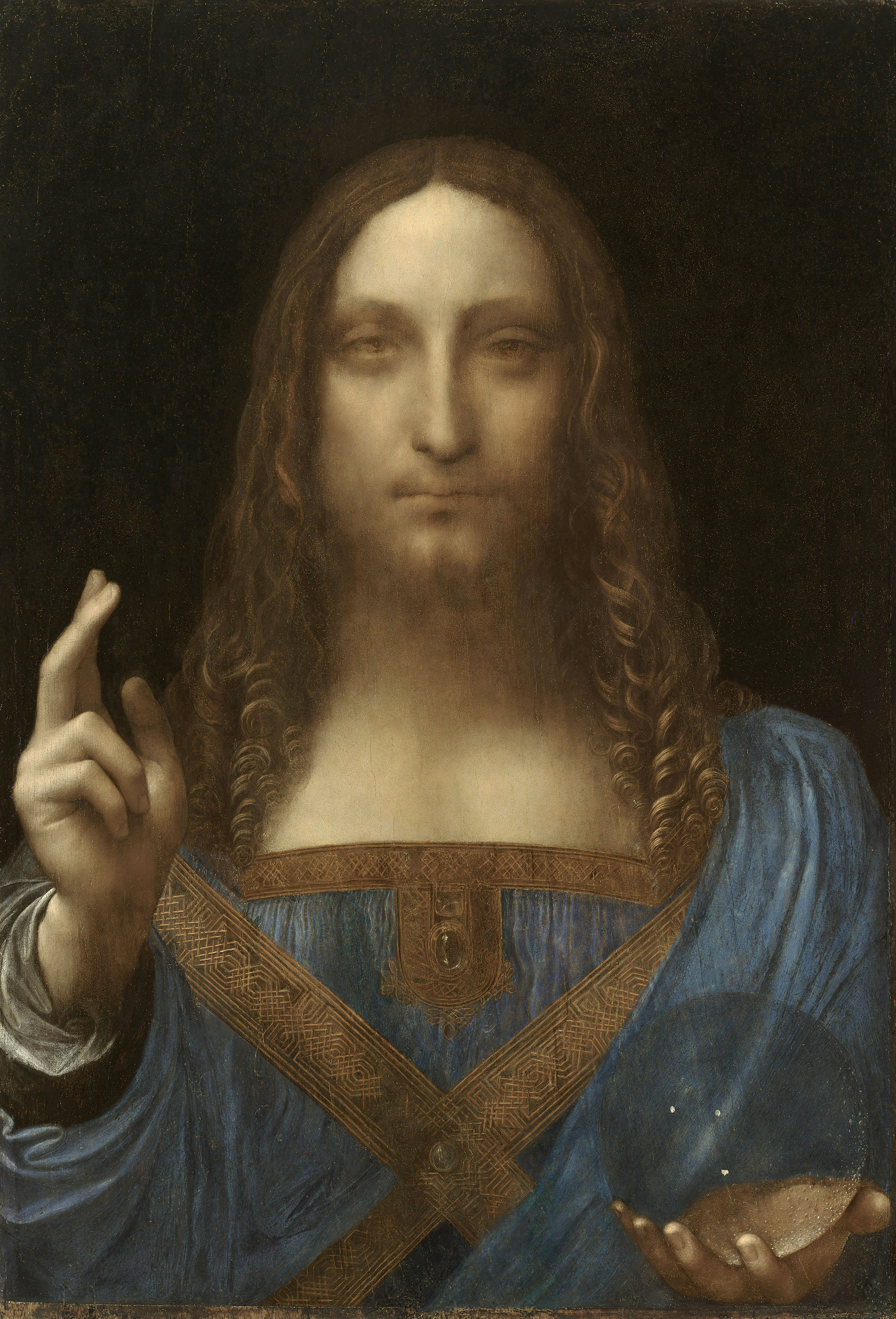

المايتريا أو اللورد مايتريا في الثيوصوفيا يعد هو كيان روحي متقدم وعضو رفيع المستوى في التسلسل الهرمي الروحي الخفي والذين يسمون أسياد الحكمة القديمة . وفقًا للعقيدة الثيوصوفية، تتمثل إحدى وظائف التسلسل الهرمي في مراقبة تطور البشرية ووفقًا لهذه الوظيفة، يُقال إن المايتريا تشغل مكتب المعلمين العالمي . تفترض النصوص الفلسفية أن الغرض من هذا المكتب هو تسهيل نقل المعرفة حول الدستور الحقيقي وأعمال الوجود للبشرية. وهكذا يتم مساعدة الإنسانية للوصول إلي طريقها الافتراضي المفترض، ولكن بشكل تدريجي وتقدمي. فمن المعروف أن إحدى الطرق التي يتم بها نقل المعرفة هو إظهار المايتريا أو تجسديها في بعض الأحيان في المجال المادي والكيان المتجسد هو من يفترض ان يقوم بدور المعلم العالمي للبشرية.
و يشتمل المفهوم الثيوصوفي للمايتريا على الكثير من أوجه التشابه مع مذهب الـمايتريا السابق في البوذية. ومع ذلك، فإنها تختلف في الجوانب الهامة. وقد تم استيعاب مايتريا الثيوصوفية أو الاستيلاء عليها من قبل مجموعة متنوعة من مجموعات وحركات العصر الجديد شبه الفلسفية وغير الفلسفية والحركات الباطنية.

## تطور المفهوم الثيوصوفي للمايتريا
تم ذكر المايتريا في سياق ثيوصوفي في عام 1883 في كتاب البوذية الباطنية للمؤلف ألفريد بيرسي سينيت (1840-1921)، وهو كاتب ثيولوجي مبكر. فتم تعديل المفاهيم التي وصفها سينيت وقام بتوسيعها وشرحها بشكل كبير في «العقيدة السرية» ، وهو كتاب تم نشره في الأصل عام 1888. كان العمل تحت أسم ماجنوم أوبوس magnum opus تأليف هيلينا بلافاتسكي (1831-1891) وهي أحدي المؤسسين للـمجتمع الثيوصوفي والفلسفة المعاصرة. في ذلك، يرتبط المايتريا اليهودية الماسينية بالتقاليد الدينية البوذية والهندوسية. في نفس العمل أكدت بلافتسكي أن هناك ستتواجد عدة حالات يهودي ماسينية (أو يشبه يهودي الماسينية) في تاريخ البشرية. هذه المظاهر المتتالية لـ «مبعوثـ[ون] الحقيقة»  وفقًا لجزء بلافيسكي من مراقبتها المستمرة للأرض وسكانها من خلال التسلسل الهرمي الخفي الذي ما يسمي أسياد الحكمة القديمة .

### المايتريا والتسلسل الهرمي الروحي
بعد كتابات بلافيسكي Blavatsky بخصوص هذا الموضوع وقام اللاهوتيون الثيؤصوفيون الآخرون بتفصيل تدريجي حول التسلسل الهرمي الروحي. يتم تقديم أعضائها كأوصياء وأدلة للعملية التطورية الكلية للأرض،  المعروفة في علم الكونيات الفلسفي بعقيدة جولات الكواكب . وفقًا للمذهبين الثيوصوفيين، يشتمل التطور على عنصر خفي أو روحي يُعتبر ذا أهمية أعلى من التطور الفيزيائي ذي الصلة. المفترض أن يتكون التسلسل الهرمي من كيانات روحية في مراحل تطورية مختلفة - تتوافق هذه المراحل مع صفوف متزايدة داخل التسلسل الهرمي. يتم ملؤها بالرتب الدنيا من قبل الأفراد الذين يمكن أن تعمل أكثر أو أقل بشكل طبيعي على متن الطائرة المادية، بينما في أعلى تصنيفات معروفة هي كائنات متطورة للغاية من جوهر ووعي الروحي أنقي.
وفقًا للمعرض الثيوصوفي، في المرحلة الحالية من تطور الكواكب، فإن موقع المايتريا في التسلسل الهرمي للأرض هو موقع ما يسمى بوديساتفا ، وهو في الأصل مفهوم بوذي. نظرًا لأن هذا الموقف في حالة تعالى، فقد لا يكون للمايتريا أي اتصال مباشر أو دائم بالمجال المادي. في هذا المستوى التطوري، هو أقل من كائنين آخرين فقط في التسلسل الهرمي الحالي: في ذروته وهم سانات كومارا، (الذي يشار إليه أيضًا باسم رب العالم) ويتبعه بوذا؛ على هذا النحو فإن مايتريا تقام في تقديس عالي واحترام من قبل الثيوصوفيين. بالإضافة إلى أنه يُوصف بأنه من بين الواجبات الأخرى المسؤولية الشاملة عن تنمية البشرية، بما في ذلك التعليم والحضارة والدين.
ترى بلافيسكي Blavatsky أن أعضاء التسلسل الهرمي، وغالبًا ما يطلق عليهم الأساتذة أو المهتمون في الأدب الثيوصوفي، هم المرشدون النهائيون للمجتمع الثيوصوفي. وقيل إن المجتمع نفسه كان نتيجة لأحد «الدوافع» من التسلسل الهرمي. ويعتقد أن هذه «الدوافع» تحدث بانتظام. علاوة على ذلك، علقت بلافيسكي Blavatsky في كتابها المقروء على نطاق واسع عام 1889 بعنوان «مفتاح الفلسفة» حول الدافع التالي و «جهد القرن العشرين» الذي يتضمن «حامل الشعلة الحقيقة». في هذا الجهد، كانت الجمعية الثيوصوفية مستعدة للعب الدور الرئيسي. مزيد من المعلومات حول «الدافع» المستقبلي هو اختصاص القسم الباطني في المجتمع الثيوصوفي الذي أسسته بلافسكي Blavatsky وكان يقودها في الأصل. وكان لأعضائها الوصول إلى تعليمات غامضة ومعرفة أكثر تفصيلاً عن «النظام الداخلي» ورسالة الجمعية، وأدلتها الخفية المشهورة.